# Jun Okano
Jun Okano (岡野 洵 Okano Jun?), född 9 december 1997 i Chiba prefektur, är en japansk fotbollsspelare.
Okano började sin karriär 2016 i JEF United Chiba. 2018 blev han utlånad till Oita Trinita. Han gick tillbaka till JEF United Chiba 2020.